# Fritz Münch
Pour les articles homonymes, voir Münch.
Fritz Münch, né le 2 juin 1890 à Strasbourg et mort le 10 mars 1970 à Niederbronn-les-Bains, est un violoncelliste, musicologue et chef d'orchestre français. 

## Biographie
Beau-frère d'Albert Schweitzer, (la sœur de Fritz Munch est l'épouse de Paul, le jeune frère d'Albert Schweitzer) il est, comme son père Ernest Münch et son frère Charles Münch irrésistiblement attiré par la musique. Il l'étudie à Strasbourg, Leipzig, Berlin et Paris. Il succède à son père à la tête du Chœur de Saint-Guillaume. Il est également directeur du conservatoire de Strasbourg (1929).
Lors de la première émission de Radio Strasbourg PTT le 11 novembre 1930, il dirige le Requiem de Mozart.
Il est maître de conférences à l’université (1936), chef de l’orchestre municipal (1945) et dirige l’institut de musicologie de Strasbourg de 1949 à 1957. Il est un éminent spécialiste de la musique religieuse et tout particulièrement de Bach.